# Кубок Неома
Кубок Неома (англ. Neom Beach Soccer Cup) — турнир по пляжному футболу среди мужских национальных сборных, который разыгрывается в Саудовской Аравии в городе Неом с 2019 года. Дважды победителем Кубка Неома становилась сборная Бразилии.

## История
Впервые турнир в строящемся городе Неом был разыгран в июле 2019 года. На первый Кубок Неома съехались шесть команд: Англия, Египет, Китай, ОАЭ, Оман и сборная, принимающая турнир — Саудовская Аравия. Участники были распределены на две группы. Занявшие первые места в группах выходили в финал, ставшие вторыми встретились в игре за третье место, а сборные занявшие третьи места в группах сыграли в матче за пятое место. В итоге в финале сильнейшими оказались игроки сборной Омана, обыгравшие Египет (5:4), а бронзу увезли представители ОАЭ, справившиеся с Саудовской Аравией (2:2 основное время, 3:1 по пенальти).
В следующий раз турнир состоялся в ноябре 2022 года в рамках Пляжных игр Неома с расширенным на две команды составом участников. В финале турнира встретились две южноамериканские команды — Бразилия и Парагвай. Бразильская команда под руководством Марко Октавио оказалась сильнее соперников (6:4). В матче за бронзу победу праздновал Оман, обыгравший ОАЭ (6:3).
Третий розыгрыш Кубка Неома прошёл в октябре 2023 года. Победителями турнира во второй стали бразильцы, обыгравшие в финале Японию (5:2), а обладателями бронзовых наград стали футболисты ОАЭ, оказавшиеся сильнее Германии (3:2).

## Результаты
| №   | Год  | Уч. | Призёры    | Призёры   | Призёры   | Призёры           |
| №   | Год  | Уч. | Победитель | 2-е место | 3-е место | 4-е место         |
| --- | ---- | --- | ---------- | --------- | --------- | ----------------- |
| I   | 2019 | 6   | Оман       | Египет    | ОАЭ       | Саудовская Аравия |
| II  | 2022 | 8   | Бразилия   | Парагвай  | Оман      | ОАЭ               |
| III | 2023 | 8   | Бразилия   | Япония    | ОАЭ       | Германия          |

## Лучшие игроки
| Сезон | Лучший игрок            | Лучший бомбардир                            | Лучший вратарь                     |
| ----- | ----------------------- | ------------------------------------------- | ---------------------------------- |
| 2019  | Мустафа Али (Египет)    | Сами (Оман)                                 | Мохаммед Хуази (Саудовская Аравия) |
| 2022  | Филипе Силва (Бразилия) | Бенитес (Парагвай) Митчелл Дэй (Англия)     | Ролон (Парагвай)                   |
| 2023  | Маурисиньо (Бразилия)   | Маурисиньо (Бразилия) Эдсон Халк (Бразилия) | Каваи (Япония)                     |